# Strungový príslop
Strungový príslop (1150 m) – przełęcz w Krywańskiej części Małej Fatrze na Słowacji. Znajduje się w bocznym grzbiecie, który odgałęzia się z przełęczy Medziholie i poprzez sedlo Osnice, Osnicę, Strungový príslop,  Konopovą, Magurę i Magurkę opada w południowo-wschodnim kierunku do doliny rzeki Orawa. Zachodnie stoki przełęczy opadają do doliny Bystrička, wschodnie do doliny Veľká Lučivná. Inne źródła podają wysokość przełęczy 1110 m.
Strungový príslop to trawiaste i szerokie siodło, z którego roztaczają się widoki na wschodnią stronę, na dolinę Orawy. Trawiaste obszary w rejonie przełęczy to nie jest naturalne piętro halne, lecz pozostałości dawnego pasterstwa. Takie polany na grzbietach gór otrzymywano przez cyrhlenie.
Na Strungovým príslopie (nieco na północ, powyżej siodła przełęczy) krzyżują się dwa szlaki turystyczne.

## Szlak turystyczny
Párnica – Magurka – Strungový príslop – Osnica – sedlo Osnice – Medziholie. Czas przejścia 6 h, ↓ 4.15 h
  Lučivná – Veľká Lučivna –  Strungový príslop. Czas przejścia 1.30 h, ↓ 1.15 h